# Roseodiscus equisetinus
Roseodiscus equisetinus är en svampart som först beskrevs av Josef Velenovský, och fick sitt nu gällande namn av Baral 2006. Roseodiscus equisetinus ingår i släktet Roseodiscus och familjen Helotiaceae.  Arten är reproducerande i Sverige. Inga underarter finns listade i Catalogue of Life.